# Cansu Özbay
Cansu Özbay, född 17 oktober 1996, är en turkisk volleybollspelare (passare). 
Özbay började spela sin volleybollkarriär med den lokala klubben Arkas Spor i Izmir där hon spelade som junior från 2009 och med seniorlaget från 2012. Med ungdomslandslagen tog hon brons med Turkiet vid U-18 EM 2013 och U-19 EM 2014. Hon gick över till Beşiktaş JK 2014 och debuterade i Sultanlar Ligi (högsta ligan). Under våren 2015 var hon utlånad till Nilüfer BSK, för att sedan återvända till Beşiktaş JK, som (till skillnad från Nilüfer) åkt ur högsta ligan. Samma år deltog hon med Turkiet vid U-20 EM 2015, dock utan att laget nådde några större framgångar. Under den kommande säsongen var hon med och tog Beşiktaş tillbaka till högsta divisionen. Özbay gick över till Vakıfbank SK 2016 och ersatte där Naz Aydemir som passare. 
Vid VM för klubblag 2016 kom laget trea. De vann de sedan Sultanlar Ligi under Özbays första säsong i klubben 2016–2017. Laget vann VM för klubblag 2017. Klubben vann ligan igen 2017–2018 och Özbay utsåg till bästa passare i finalspelet. Vid VM för klubblag 2019 kom klubben trea, medan Turkiet tog silver vid EM 2019. Özbay vann ett tredje turkiskt mästerskap med Vakıfbank 2020–2021 och vid EM 2021 tog Turkiet åter medalj, denna gång brons.